# Renato Dulbecco
(Motivazione per il Premio Nobel per la medicina 1975)
Renato Dulbecco (Catanzaro, 22 febbraio 1914 – La Jolla, 19 febbraio 2012) è stato un biologo e medico italiano.
È stato insignito del Premio Nobel per la medicina nel 1975.
Le sue ricerche, compiute tra gli anni cinquanta e gli anni settanta, presso il laboratorio dell'Università di Bloomington, nell'Indiana, il prestigioso California Institute of Technology (Caltech) di Pasadena, l'Istituto di virologia di Glasgow e infine il Salk Institute di La Jolla in California, lo portarono alla scoperta del meccanismo d'azione dei virus tumorali nelle cellule animali; scoperta per la quale è stato insignito del Premio Nobel per la medicina nel 1975.

## Biografia

### Gli anni della giovinezza
Renato Dulbecco nacque a Catanzaro nel 1914, da madre calabrese di Tropea, Maria Virdia, e padre di Porto Maurizio, Leonardo. Suo padre era ingegnere, mentre sua madre apparteneva ad una famiglia di professionisti. Fin da bambino fu educato dai genitori al sacrificio e allo studio.
All'età di cinque anni, dopo la fine della prima guerra mondiale, si trasferì in Liguria con la sua famiglia, nella casa paterna di Porto Maurizio, pur rimanendo legato per tutta la vita alle sue origini calabresi: trascorse un'infanzia serena che favorì la sua curiosità e la sua vocazione per la ricerca scientifica. Qui visse anche alcune esperienze, fra cui la morte dell'amico Peppino, che furono decisive per la scelta della sua carriera futura, dal momento che si accese in lui la consapevolezza dell'impotenza della medicina dinanzi a malattie molto gravi.
Il padre, che lavorava nel Genio Civile, venne mandato prima a Cuneo, poi a Torino e infine a Imperia, dove il giovane Renato frequentava il Liceo De Amicis, la spiaggia e un piccolo osservatorio. Già da ragazzo diede prova di grande ingegno e perspicacia : iniziò, infatti, a trascorrere il suo tempo libero presso l'Osservatorio Meteorologico e Sismico della sua città dove si dedicava alla costruzione di strumenti all'avanguardia grazie a quanto aveva appreso dalla lettura di alcune riviste scientifiche del tempo.

### Gli studi e la guerra
Nel 1930 si iscrisse al corso di laurea in medicina e chirurgia presso l'Università degli Studi di Torino (benché amasse molto la fisica), e già dal secondo anno, grazie ai brillanti risultati ottenuti, fu ammesso come interno all'Istituto di Anatomia diretto dal Prof. Giuseppe Levi, personalità in vista nell'ambito medico e biologico. Qui, dove si occupava prevalentemente di biologia, ebbe modo di conoscere Salvador Luria e Rita Levi-Montalcini, che divenne un'ottima compagna di lavoro e con la quale instaurò una profonda amicizia che coltivò anche in seguito. Gli anni trascorsi all'Istituto furono segnati dal continuo intervento del regime fascista nella vita pubblica e privata, e lo stesso Levi, dichiarato oppositore del sistema vigente, fu sul punto di abbandonare la cattedra di anatomia pur di non prestare giuramento al regime.
Dopo qualche anno, il giovane Renato lasciò il laboratorio di Levi e si trasferì presso quello di anatomia patologica di Ferruccio Vanzetti, divenendo anche interno all'ospedale Mauriziano, spinto dall'interesse per la clinica.
Si laureò in medicina e chirurgia a soli 22 anni, nel 1936, con una tesi sulle alterazioni del fegato dovute al blocco nell'efflusso della bile e ricevette in quest'occasione diversi premi, essendo stato riconosciuto come il migliore laureato dell'università con la migliore tesi.
Nello stesso anno, mentre era in bilico tra la scelta di diventare scienziato e quella di intraprendere la carriera chirurgica, fu chiamato a prestare il servizio militare come ufficiale medico, fino al 1938. Scelta la via della ricerca, non ebbe neanche il tempo di trovare un lavoro che nel 1939 venne richiamato alle armi per lo scoppio della seconda guerra mondiale, sempre come ufficiale medico, a Sanremo. Nell'iniziale incertezza della situazione, ebbe la possibilità di coronare il sogno di sposarsi con Giuseppina, figlia di un membro del governo fascista.
Nel giugno del 1940, l'Italia entrò in guerra al fianco della Germania ed egli fu mandato con il suo reggimento a poca distanza dalla frontiera francese, fino al momento dell'armistizio con la Francia. Durante questo periodo profuse il suo impegno nello studio e nella ricerca, volto ad ottenere la libera docenza (Roma-1941), titolo che gli permise di diventare anche capo del servizio sanitario della 5ª Divisione fanteria "Cosseria". In questa veste, qualche mese dopo, dovette partire per la campagna in URSS sul Don; il suo reggimento fu praticamente annientato e soltanto nel marzo 1943 poté ritornare in Italia dopo alcuni mesi di ospedale militare. Con il rientro in Italia riprese il suo lavoro all'Istituto di anatomia patologica e iniziò a frequentare alcune organizzazioni antifasciste clandestine, in particolare il Movimento dei Lavoratori Cristiani, appassionandosi alla vita politica; entrò, infatti, a far parte del CLN della città di Torino, diventando anche membro della giunta popolare guidata dal sindaco Giovanni Roveda.
Qui ebbe modo di constatare le contraddizioni interne all'ambiente politico, per cui preferì tirarsi indietro..

### Gli albori di una carriera da scienziato
Dopo aver accettato di rientrare a far parte del gruppo di ricercatori di Levi, iniziò ad interessarsi all'effetto delle radiazioni sulle cellule embrionali di pollo, osservando delle alterazioni nello sviluppo delle cellule germinali. Il neo-scienziato, tuttavia, fu consapevole del fatto che per approfondire questo genere di ricerca, avrebbe dovuto acquisire molte più conoscenze in ambito fisico, per cui decise di iscriversi alla Facoltà di Fisica dell'Università di Torino, completando questi studi nell'arco di due anni.
L'ambizione di conoscere l'effetto delle radiazioni sulla struttura e sul meccanismo d'azione dei geni, che costituivano ancora perlopiù un mistero, lo spinse ad intraprendere esperimenti utilizzando cellule in coltura, in particolare embrioni di pollo.
Decisivo, a questo punto della sua carriera, fu l'incontro con Salvador Luria, che aveva già avuto modo di conoscere, essendo stato anch'egli studente a Torino e interno dell'istituto di Levi. Luria si occupava a quel tempo dei virus che infettano i batteri (batteriofagi), e utilizzava come Dulbecco le radiazioni; data la comunanza di interessi, gli offrì la possibilità di lavorare nel suo laboratorio a Bloomington, nell'Indiana (USA), dove collaboravano già personalità di spicco della comunità scientifica.

### Ricercatore negli Stati Uniti

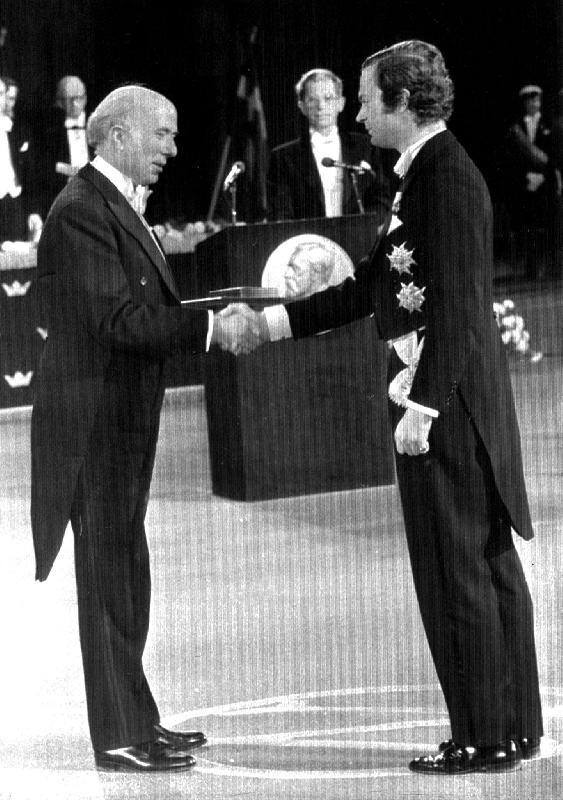
Dulbecco mentre riceve il premio Nobel per la medicina nel 1975.

Nell'autunno del 1947 si trasferì negli Stati Uniti, a Bloomington (Indiana), scoprendo un mondo totalmente diverso dalla sua terra natia, accomunato però dai pregiudizi razziali.
Inizialmente il suo lavoro, in un laboratorio di dimensioni ridotte, fu da supporto alle ricerche di Luria, volte a comprendere e spiegare scientificamente l'interazione tra più fagi all'interno dello stesso batterio, dopo essere stati colpiti da radiazione ultravioletta. Dopo molte osservazioni, si giunse alla conclusione che al massimo una ventina di fagi potevano interagire l'un l'altro e sopravvivere più a lungo.
Durante questo periodo partecipò anche a riunioni scientifiche entrando in contatto con noti ricercatori tra cui diversi premi Nobel.
Il contratto di lavoro offertogli da Luria prevedeva una durata di due anni, ma date le dimostrazioni di grande capacità e acutezza dello scienziato, egli ebbe la possibilità di proseguire a Bloomington le sue ricerche, acquisendo definitivamente la cittadinanza americana.
La stima da parte del suo “datore di lavoro” fu tale che nell'estate del 1948, lo invitò a lavorare con lui per alcuni mesi presso il Cold Spring Harbor, un prestigioso laboratorio in cui affluivano scienziati da tutte le parti del mondo.
Il ritorno a Bloomington fu inaugurato da una nuova e interessante scoperta: per l'analisi dei fagi, egli utilizzava un sistema basato sulla formazione di placche, ovvero aree distinguibili dal resto della coltura cellulare e costituite da cellule che vengono distrutte per lisi dall'infezione di un virus; ogni placca veniva prodotta da un fago che, ucciso dalla radiazione, perdeva questa capacità. Egli osservò che adoperando due colture diverse, una infettata da fagi normali, l'altra da fagi irradiati da luce ultravioletta, nella seconda si assisteva alla produzione di un maggior numero di placche, contrariamente a quanto era previsto. Il fenomeno per cui i fagi acquisivano la capacità di riattivarsi fu chiamato fotoriattivazione e la sua importanza risiedeva nel fatto che fino a quel momento, qualcosa di simile era stato osservato nei batteri, ma dato che l'esposizione ai raggi UV avveniva fuori da queste cellule, era necessariamente all'interno che qualche meccanismo ancora sconosciuto permetteva loro di riattivarsi
Fu questo inaspettato successo che nel 1949 portò Max Delbrück, padre della genetica moderna, ad offrirgli un posto di lavoro al California Institute of Technology di Pasadena, più noto come Caltech, uno dei più importanti laboratori scientifici del mondo.
Dopo un'iniziale esitazione, dovuta al timore di recare un torto a colui che lo aveva introdotto in quel rilevante ambiente, accettò, convinto anche dalle parole del collega James Watson (futuro premio Nobel per la scoperta della struttura del DNA).

### Nasce una nuova scienza
Appena giunto al Caltech, ciò che richiamò la sua attenzione fu l'innovativa organizzazione interna al dipartimento di biologia: i vari settori (botanica, microbiologia…) non lavoravano indipendentemente l'uno dall'altro, ma attuavano una feconda cooperazione. Il nuovo ambiente si rivelò fin dall'inizio altamente competitivo, i ricercatori venivano continuamente messi alla prova per dimostrare di essere all'altezza dei compiti assegnatigli, e ciascuno immergeva tutto se stesso nel proprio lavoro.
La grande occasione, quella che spianò la strada alle nuove frontiere della ricerca biologica, fu lo studio del virus responsabile dell'Herpes zoster, meglio noto come "fuoco di Sant'Antonio". La ricerca in campo virologico era stata avviata già da qualche tempo, ma nulla si sapeva circa i virus responsabili di alcune gravi malattie e di conseguenza risultava difficile individuarne una cura. Dulbecco, insieme al suo collega Seymour Benzer, su invito di Delbruck, decise di convogliare in questa direzione le proprie energie. Dopo aver viaggiato molto negli USA per apprendere tutto ciò che a quel tempo fosse noto sui virus, giunse alla conclusione che ciò che mancava era un metodo appropriato per saggiare questi microscopici agenti. Grazie al suo spiccato ingegno, intuì la possibilità di applicare ai virus animali il metodo delle placche, precedentemente adottato con i fagi, ed effettivamente i risultati a conferma della sua tesi furono eccellenti, tanto da essere presentati all'Accademia Nazionale delle Scienze degli Stati Uniti. A partire da questo momento, la fama dello scienziato accrebbe e tutta la ricerca sui virus fu rivoluzionata.
Un'altra conquista sopraggiunse poco tempo dopo, nel 1955, quando egli riuscì ad identificare un mutante del virus della poliomielite, malattia estremamente temuta, che fu utilizzato da Albert Sabin per preparare un vaccino. Ormai la sua posizione al Caltech era emergente e a conferma di ciò venne nominato professore associato di microbiologia.
L'interesse per i virus si fece sempre più specifico, fin quando sfociò in uno studio del tutto nuovo (studio intrapreso inizialmente dal ricercatore Harry Rubin), riguardante i virus che rendono le cellule cancerose, ovvero capaci di moltiplicarsi incessantemente. L'idea di fondo fu quella di studiare la genesi di un cancro, dovuto, come era già noto, ad un'alterazione genetica, all'interno di queste piccole entità biologiche costituite da pochi geni, a differenza delle cellule animali. Bisognava comprendere la modalità d'azione dei virus, che una volta penetrati nella cellula sembravano svanire. La possibilità che all'ingresso nella cellula da parte di un virus seguisse un'interazione tra il proprio materiale genetico e quello dell'"ospite" balenava già nella mente di alcuni scienziati, per cui il futuro premio Nobel colse l'occasione offerta dall'isolamento di un nuovo virus a DNA, quello del polioma, per verificare la validità di questa tesi.
Nel 1962 bussò alla porta una nuova proposta: diventare membro del primo nucleo di ricercatori del nuovo istituto ideato da Jonas Salk, che sarebbe stato realizzato a La Jolla, nei pressi di San Diego, a sud della California. Il progetto prevedeva un'architettura semplice e funzionale, atta a soddisfare tutte le necessità della ricerca. In attesa della conclusione dei lavori, fu invitato da Michael Stoker, fisico britannico, a trascorrere un anno presso l'istituto di virologia dell'Università di Glasgow, in Scozia, dove continuò insieme a nuovi collaboratori le ricerche sulla modalità d'azione dei virus tumorali.

### L'attacco definitivo
L'edificio che poco dopo sarebbe diventato il “Salk Institute” fu completato nel 1965, e a partire da questo momento la ricerca si fece sempre più incalzante e innovativa, come sostenne lo stesso Dulbecco:
Finalmente nel 1968 sopraggiunsero i risultati tanto attesi:
L'elemento inedito fu l'individuazione di una sostanza, chiamata antigene T (tumorale), assente nelle cellule “sane” dell'organismo, ma presente sia in quelle infettate che in quelle uccise dal virus. Non se ne conosceva la natura ma era sufficiente per indurre a pensare che qualcosa del virus restasse nella cellula bersaglio; ciò a cui si mirò allora fu l'identificazione di tale sostanza. L'esito fu chiaro: si trattava di DNA virale che si unisce chimicamente a quello della cellula, diventando parte integrante del suo materiale genetico:
La scoperta fu clamorosa perché a questo punto fu semplice dedurre che i geni virali definiti “oncogeni” attivassero quelli cellulari necessari alla moltiplicazione cellulare facendola proseguire incessantemente.
Il trasferimento del ricercatore in Inghilterra fu seguito dalla sua elezione come membro straniero della “Royal Society” di Londra, un grandissimo onore per uno scienziato, per di più straniero.
Da questo momento in poi, la sua carriera fu sempre in ascesa. Tra i numerosi riconoscimenti assegnatigli, ricevette la laurea honoris causa dall'Università di Yale, il Premio Lasker per le scienze biologiche e mediche, e nel 1975 il premio Nobel per la medicina e la fisiologia “Per le sue scoperte in materia di interazione tra virus tumorali e materiale genetico della cellula”.
La sua sorpresa alla notizia di quest'ultimo riconoscimento si evince chiaramente da queste parole:

### Il Progetto Genoma Umano
La personalità del grande scienziato, mai pago di conoscenza, lo portò ad immergere se stesso in un nuovo colosso della scienza moderna: il Progetto Genoma, con l'obiettivo di mappare l'intera sequenza del genoma umano, in modo da comprendere e combattere concretamente lo sviluppo del cancro. La tecnica adottata fin dagli esordi fu vincente: si trattava degli anticorpi monoclonali, ovvero anticorpi prodotti in laboratorio, fondendo una cellula tumorale con una plasmacellula attivata e diretti contro un unico antigene. La cellula così ottenuta (ibridoma) si moltiplica rapidamente e permette di produrre una notevole quantità dell'anticorpo specifico, che a sua volta si lega soltanto ad un tipo cellulare. Le ricerche iniziali furono condotte sulla ghiandola mammaria dei ratti e rivelarono la correlazione tra insorgenza di un tumore ed alterazione dell'espressione genica.
Conoscere tutti i geni dell'uomo era l'anello mancante di questa catena vitale, e l'unico modo per smuovere la titubante comunità scientifica fu quello di lanciare il progetto mediante una delle riviste scientifiche più autorevoli: Science. Nell'arco di pochi mesi, furono attuate numerose iniziative, la scintilla del nuovo “ordigno” della scienza era stata innescata.

### Ultimi anni
Nel 1999 presenta il quarantanovesimo Festival di Sanremo insieme a Fabio Fazio e Laetitia Casta.
Nel dicembre 2000 viene cooptato nel Consiglio di Beneficenza della Fondazione Cariplo insieme al collega premio Nobel Carlo Rubbia.
Muore nel 2012 a La Jolla, località nei pressi di San Diego dove risiedeva da anni, colpito da un infarto tre giorni prima del suo 98º compleanno.

## Riconoscimenti
Grazie alle sue scoperte, in materia di interazioni tra virus tumorali e materiale genetico della cellula, è stato insignito del Premio Nobel per la medicina nel 1975, assieme a David Baltimore e Howard Temin. Alla cerimonia del Nobel, Renato Dulbecco, che era da sempre un alfiere della lotta contro il fumo, non perse l'occasione per lanciare una dichiarazione contro il tabagismo.
Oltre al premio Nobel, Dulbecco è stato insignito della laurea honoris causa in Scienze dall'Università Yale, era membro dell'Accademia dei Lincei, dell'Accademia Nazionale delle Scienze americana e membro straniero della Royal Society inglese.
Gli è stato dedicato un asteroide, 17749 Dulbecco . Gli è stata, inoltre, dedicata nel 2023 la neonata Azienda Ospedaliera Universitaria integrata di Catanzaro, sua città natale.

## Opere principali
- Virologia, Piccin, Padova, 1985
- Trattato di microbiologia comprese immunologia e genetica molecolare, Piccin, Padova, 1986
- Ha contribuito a: Manuale di oncologia, L. Santi e D. Ugolini, ECIG, Genova, 1987.
- Ingegneri della vita, CDE, Milano, 1988
- Il progetto della vita, Mondadori, Milano, 1989
- Scienza, vita e avventura, Sperling & Kupfer, Milano, 1989
- I geni e il nostro futuro, Sperling & Kupfer, Milano, 1995